# Kudoa hypoepicardialis
Kudoa hypoepicardialis is een microscopische parasiet uit de familie Kudoidae. Kudoa hypoepicardialis werd in 2004 beschreven door Blaylock, Bullard & Whipps. 